# UEFA EURO 2012予選・グループG
このページは、UEFA EURO 2012予選のグループGの結果をまとめたものである。このグループは、イングランド、モンテネグロ、スイス、スロバキア、ブルガリアの5カ国・地域からなる。
1位チームはそのままUEFA EURO 2012本大会出場が決まる。2位の9か国のうち成績が最も上位の国も予選を通過。残る2位の8か国が2か国ずつ4組に分かれホーム・アンド・アウェーでのプレーオフを行い、勝利した4か国が予選を通過した。

## 順位表
| チーム       | 試 | 勝 | 分 | 敗 | 得 | 失 | 差  | 点 |
| ------------ | -- | -- | -- | -- | -- | -- | --- | -- |
| イングランド | 8  | 5  | 3  | 0  | 17 | 5  | +12 | 18 |
| モンテネグロ | 8  | 3  | 3  | 2  | 7  | 7  | 0   | 12 |
| スイス       | 8  | 3  | 2  | 3  | 12 | 10 | +2  | 11 |
| ウェールズ   | 8  | 3  | 0  | 5  | 6  | 10 | −4  | 9  |
| ブルガリア   | 8  | 1  | 2  | 5  | 3  | 13 | −10 | 5  |

| チーム  | チーム       | AWAY             | AWAY             | AWAY       | AWAY           | AWAY           |
| チーム  | チーム       | イングランドの旗 | モンテネグロの旗 | スイスの旗 | ウェールズの旗 | ブルガリアの旗 |
| ------- | ------------ | ---------------- | ---------------- | ---------- | -------------- | -------------- |
| H O M E | イングランド | X                | 0-0              | 2-2        | 1-0            | 4-0            |
| H O M E | モンテネグロ | 2-2              | X                | 1-0        | 1-0            | 1-1            |
| H O M E | スイス       | 1-3              | 2-0              | X          | 4-1            | 3-1            |
| H O M E | ウェールズ   | 0-2              | 2-1              | 2-0        | X              | 0-1            |
| H O M E | ブルガリア   | 0-3              | 0-1              | 0-0        | 0-1            | X              |

## 競技日程と結果
競技日程は、2010年3月15日にスイス・チューリッヒで行われたミーティングによって一旦決まった
。しかし、FIFA会長のゼップ・ブラッターが競技日程について異議を唱えたため、3月25日にイスラエルのテルアビブで行われた第34回UEFA通常総会で、再度無作為抽選によって決定した。
| 2010年9月3日 19:30 (UTC+2) |

| モンテネグロ    | 1 - 0    | ウェールズ |
| ヴチニッチ 30分 | レポート |            |

| スタディオン・ポド・ゴリツォム (ポドゴリツァ) 観客数: 7,442人 主審: アナスタシオス・カコス |

| 2010年9月3日 20:00 (UTC+1) |

| イングランド                                 | 4 - 0    | ブルガリア |
| デフォー 3分, 61分, 86分 · A.ジョンソン 83分 | レポート |            |

| ウェンブリー・スタジアム (ロンドン) 観客数: 73,426人 主審: カッシャイ・ヴィクトル |

| 2010年9月7日 20:30 (UTC+3) |

| ブルガリア | 0 - 1    | モンテネグロ          |
|            | レポート | ズヴェロティッチ 35分 |

| ヴァシル・レフスキ国立競技場 (ソフィア) 観客数: 9,470人 主審: ウラジスラフ・ベズボロドフ |

| 2010年9月7日 20:45 (UTC+2) |

| スイス        | 1 - 3    | イングランド                                    |
| シャチリ 71分 | レポート | ルーニー 10分 · A.ジョンソン 69分 · ベント 88分 |

| ザンクト・ヤコブ・パルク (バーゼル) 観客数: 37,500人 主審: ニコラ・リッツォーリ |

| 2010年10月8日 20:30 (UTC+2) |

| モンテネグロ    | 1 - 0    | スイス |
| ヴチニッチ 67分 | レポート |        |

| スタディオン・ポド・ゴリツォム (ポドゴリツァ) 観客数: 10,750人 主審: イトゥラルデ・ゴンサレス |

| 2010年10月8日 19:30 (UTC+1) |

| ウェールズ | 0 - 1    | ブルガリア    |
|            | レポート | I.ポポフ 48分 |

| カーディフ・シティ・スタジアム (カーディフ) 観客数: 14,061人 主審: ヨナス・エリクソン |

| 2010年10月12日 20:30 (UTC+2) |

| スイス                                                            | 4 - 1    | ウェールズ  |
| シュトッカー 8分, 89分 · シュトレラー 21分 · インレル 82分 (pen.) | レポート | ベイル 13分 |

| ザンクト・ヤコブ・パルク (バーゼル) 観客数: 26,000人 主審: アラン・アメール |

| 2010年10月12日 20:00 (UTC+1) |

| イングランド | 0 - 0    | モンテネグロ |
|              | レポート |              |

| ウェンブリー・スタジアム (ロンドン) 観客数: 73,451人 主審: マヌエル・グラフェ |

| 2011年3月26日 15:00 (UTC+0) |

| ウェールズ | 0 - 2    | イングランド                        |
|            | レポート | ランパード 7分 (pen.) · ベント 15分 |

| ミレニアム・スタジアム (カーディフ) 観客数: 68,959人 主審: オレガリオ・ベンケレンサ |

| 2011年3月26日 18:45 (UTC+2) |

| ブルガリア | 0 - 0    | スイス |
|            | レポート |        |

| ヴァシル・レフスキ国立競技場 (ソフィア) 観客数: 9,600人 主審: ウィリアム・コラム |

| 2011年6月4日 16:45 (UTC+1) |

| イングランド                         | 2 - 2    | スイス                |
| ランパード 37分 (pen.) · ヤング 51分 | レポート | バルネッタ 32分, 35分 |

| ウェンブリー・スタジアム (ロンドン) 観客数: 84,459人 主審: ダミル・スコミナ |

| 2011年6月4日 20:30 (UTC+2) |

| モンテネグロ        | 1 - 1    | ブルガリア    |
| ジャロヴィッチ 53分 | レポート | I.ポポフ 66分 |

| スタディオン・ポド・ゴリツォム (ポドゴリツァ) 観客数: 11,500人 主審: アロン・イェフェト |

| 2011年9月2日 21:15 (UTC+3) |

| ブルガリア | 0 - 3    | イングランド                          |
|            | レポート | ケーヒル 13分 · ルーニー 21分, 45+1分 |

| ヴァシル・レフスキ国立競技場 (ソフィア) 観客数: 27,230人 主審: フランク・デ・ブレーケル |

| 2011年9月2日 19:45 (UTC+1) |

| ウェールズ                    | 2 - 1    | モンテネグロ        |
| モリソン 28分 · ラムジー 50分 | レポート | ヨヴェティッチ 71分 |

| カーディフ・シティ・スタジアム (カーディフ) 観客数: 8,194人 主審: ルカ・バンティ |

| 2011年9月6日 20:30 (UTC+2) |

| スイス                      | 3 - 1    | ブルガリア       |
| シャチリ 45+2分, 62分, 90分 | レポート | I.イヴァノフ 8分 |

| ザンクト・ヤコブ・パルク (バーゼル) 観客数: 16,880人 主審: パヴェル・クラロヴェツ |

| 2011年9月6日 19:45 (UTC+1) |

| イングランド | 1 - 0    | ウェールズ |
| ヤング 35分  | レポート |            |

| ウェンブリー・スタジアム (ロンドン) 観客数: 77,128人 主審: ロベルト・シェルゲンホーファー |

| 2011年10月7日 19:45 (UTC+1) |

| ウェールズ                         | 2 - 0    | スイス |
| ラムジー 60分 (pen.) · ベイル 71分 | レポート |        |

| リバティ・スタジアム (スウォンジー) 観客数: 12,317人 主審: ビヨルン･カイペルス |

| 2011年10月7日 21:00 (UTC+2) |

| モンテネグロ                                | 2 - 2    | イングランド              |
| ズヴェロティッチ 45分 · デリバシッチ 90+1分 | レポート | ヤング 11分 · ベント 31分 |

| スタディオン・ポド・ゴリツォム (ポドゴリツァ) 観客数: 11,340人 主審: ヴォルフガング・シュタルク |

| 2011年10月11日 21:05 (UTC+3) |

| ブルガリア | 0 - 1    | ウェールズ  |
|            | レポート | ベイル 45分 |

| ヴァシル・レフスキ国立競技場 (ソフィア) 観客数: 1,672人 主審: パヴェウ・ジル |

| 2011年10月11日 20:15 (UTC+2) |

| スイス                                      | 2 - 0    | モンテネグロ |
| デルディヨク 51分 · リヒトシュタイナー 65分 | レポート |              |

| ザンクト・ヤコブ・パルク (バーゼル) 観客数: 19,997人 主審: オレガリオ・ベンケレンサ |